# كلارك هاميلتون
كلارك هاميلتون (بالإنجليزية: Clark Hamilton)‏ هو سياسي أمريكي، ولد في 26 فبراير 1899، وتوفي في 22 أبريل 1980. حزبياً، نشط في الحزب الديمقراطي. وقد انتخب عضو مجلس ولاية أيداهو.